# Skærsliber
En skærsliber (oprindelig skærslipper) var en vandringsmand, som levede af at slibe knive og sakse for folk.
Han havde en trækvogn, som kunne være trukket af en hund, med en hånddrevet slibesten.
I 1900-tallet blev det almindeligt med en cykel med en påmonteret slibesten drevet af cyklens pedaler. Skærsliberen satte så cyklen på støttefod, når der skulle slibes.
Skærsliberens kundegrundlag smuldrede i takt med, at kvinder i stigende grad blev udearbejdende, og en lille elektrisk slibemaskine kunne købes for få penge.
Endnu i 2007 fandtes der dog stadig vandrende skærslibere i Danmark.

## Skærslibere i kunsten
- En af Johannes V. Jensens Himmerlandshistorier, Hverrestens-Ajes ("Anders med slibestenen") handler om en fattig mand, der forsørgede sin familie ved at drage rundt i omegnen og slibe for folk.
- Den gamle skærslippers forårssang er en kendt vise sunget af Hans Kurt med tekst af Sigfred Pedersen og melodi af Kai Normann Andersen